# Lista över borgmästare i Karlstad
Detta är en lista över borgmästare i Karlstad.

## Borgmästare i Karlstad
Borgmästare i Karlstads stad före 1971.

### Borgmästare
| Ämbetstid | Namn                     | Levnadstid   |
| --------- | ------------------------ | ------------ |
| 1604      | Erich Olofsson Spak      | 1550-1610    |
| 1629-1633 | Olof Erichsson Spak      | 1575-1662    |
| 1638–1656 | Johan Börjesson Carlberg | 1606–1676    |
| 1661–1665 | Johan Börjesson Carlberg | 1606–1676    |
| 1692-1704 | Daniel Carlberg          | -1704        |
| 1705-1717 | Petter Kihlberg          | ca 1660-1719 |
| 1717-1743 | Leonard Jakob Ringer     | 1680–1755    |
| 1744–1752 | Peter Lagerlöf           | 1691–1778    |
| 1753–1760 | Arvid Rosell             | 1720–1769    |
| 1760–1772 | Anders Kruskopf          | 1719–1772    |
| 1773–1805 | Arvid Magnus Svensson    | 1742–1805    |
| 1858–1861 | Fredrik Adolf Thollander | 1805–1861    |
| 1861–1884 | A.A. Waldenström         | 1820–1888    |
| 1884–1905 | Carl Moberg              | 1842–1905    |
| 1906–1926 | Josef Lindholm           | 1860–1941    |
| 1927–1938 | Erik Lundblad            | 1869–1944    |
| 1938–1967 | Gunnar Lindskog          | 1900–1985    |